# Kanał F
Kanał F (w jęz. ang. F-duct) – system wygaszania tylnego skrzydła. Opatentowany przez stajnie McLaren i wykorzystywany w Formule 1. F-duct jest poprawną nazwą systemu montowanego tylko w McLarenie. Nazwa wzięła się od tego, że wlot do systemu znajduje się dokładnie nad literą F w reklamie ich sponsora Vodafone. Fachowo system ten nosi nazwę: RW80. Jego zasada działania polega na sterowaniu przepływem powietrza. W momencie otwarcia kanału zmienia się aerodynamika bolidu: przepływający przez kanał pęd powietrza jest uwalniany tuż za skrzydłem tylnego spojlera, powodując niwelowanie różnicy ciśnień powietrza opływającego skrzydło i generującego siłę docisku. Daje to możliwość zwiększenia prędkości bolidu na odcinkach prostych, przy otwartym kanale, do ok. 6 mph/9,7 km/h.